# Галлийтриниобий
Га̀ллийтринио́бий — бинарное неорганическое соединение, интерметаллид
ниобия и галлия
с формулой Nb3Ga,
кристаллы,
не растворяется в воде.

## Получение
- Спекание стехиометрических количеств чистых веществ[2]:

{\displaystyle {\mathsf {3Nb+Ga\ {\xrightarrow {>800^{o}C}}\ Nb_{3}Ga}}}

## Физические свойства
Галлийтриниобий образует кристаллы кубической сингонии, пространственная группа P m3n, параметры ячейки a = 0,5181÷0,5168 нм, Z = 2,
структура типа галлида трихрома GaCr3
.
Имеет широкую область гомогенности 20—25 ат.% ниобия.
Не растворяется в воде и органических растворителях.
При температуре до 20,7 К переходит в сверхпроводящее состояние.

## Применение
- Перспективен при изготовлении обмоток сверхпроводящих соленоидов[2].